# Giuseppe Olmo

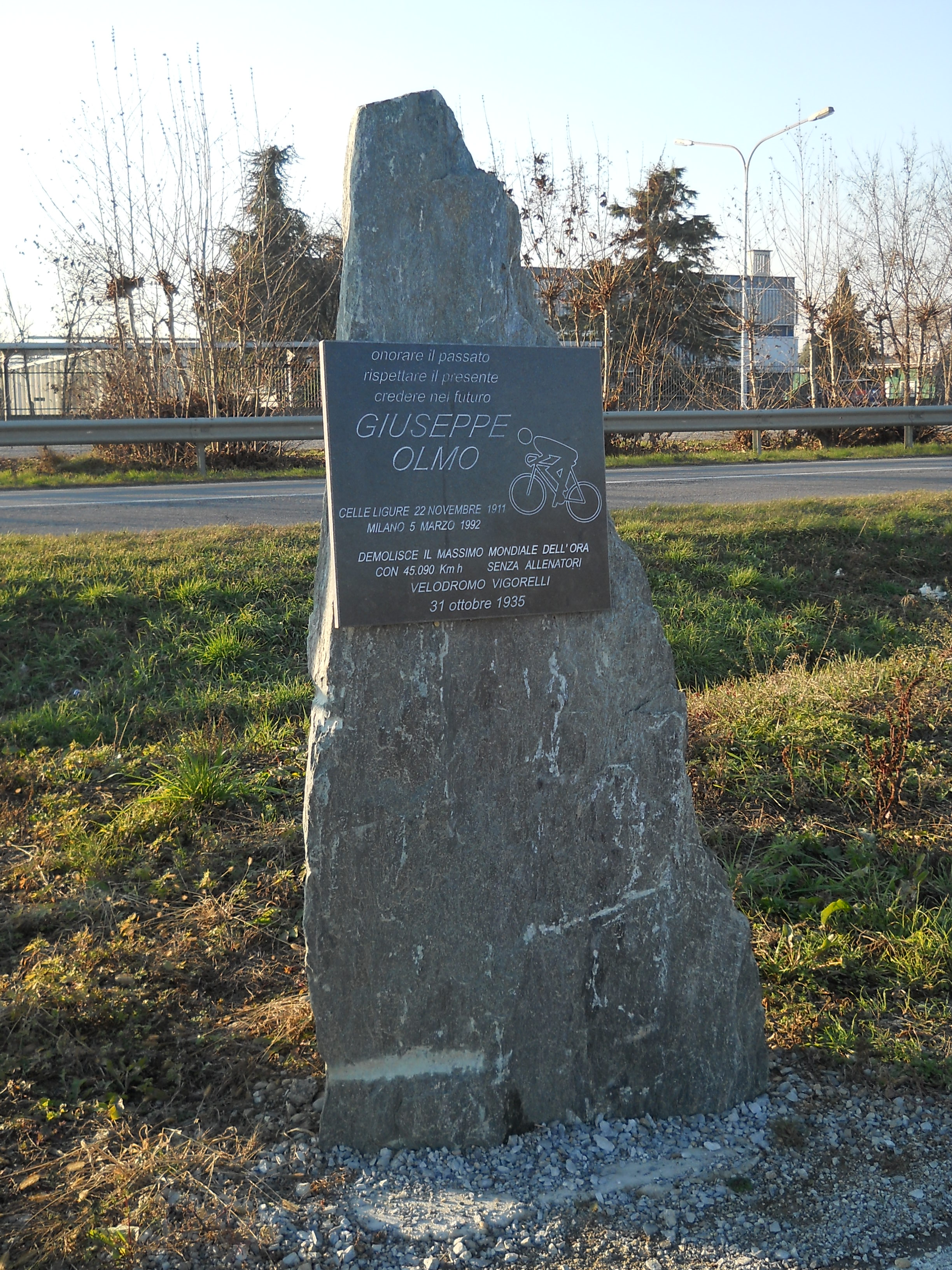
Estela en record a Giuseppe Olmo.

Giuseppe Olmo (Celle Ligure, província de Savona, 22 de novembre de 1911 - Milà, 5 de març de 1992) va ser un ciclista italià que fou professional entre 1933 i 1942.
Els seus èxits més importants foren la medalla d'or als Jocs Olímpics d'Estiu de Los Angeles de 1932, la Milà-Sanremo de 1935 i 1938, el Campionat d'Itàlia de 1936 i 20 etapes al Giro d'Itàlia.
El 31 d'octubre de 1935 va establir un nou rècord de l'hora amb 45,090 km recorreguts. Aquest rècord va ser vigent fins al 14 d'octubre de 1936, quan Maurice Richard el millorà.

## Palmarès

### Palmarès amateur
- 1931
  -  Campió d'Itàlia en ruta
  - 1r de la Copa Itàlia CRE
  - 2n del Campionat del món
- 1932
  - Campió Olímpic per equips a Los Angeles, amb Attilio Pavesi i Guglielmo Segato
  - 1r a la Milà-Torí

### Palmarès professional
- 1933
  - 1r de la Copa Val Maira a Dronero
  - Vencedor de 2 etapes al Giro d'Itàlia
- 1934
  - Vencedor de 3 etapes al Giro d'Itàlia
- 1935
  - 1r de la Milà-Sanremo
  - 1r del Circuit dels Apenins
  - 1r a Pavia
  - 1r a Borgomanero
  - 1r a Sampierdarena
  - 1r de la prova de selecció del Mundial
  - Vencedor de 4 etapes al Giro d'Itàlia
  - 1r del Gran Premi del Cinquantenari
  - Rècord del Món de l'Hora (45,090 km)
- 1936
  -  Campió d'Itàlia en ruta
  - 1r al Giro dell'Emilia
  - 1r de la Copa Mater a Roma
  - Vencedor de 10 etapes al Giro d'Itàlia
- 1937
  - Vencedor d'una etapa al Giro d'Itàlia
- 1938
  - 1r de la Milà-Sanremo
  - 1r del Giro de Campània i vencedor d'una etapa
  - 1r de la Torí-Ceriales
- 1940
  -  Campió d'Itàlia de mig fons

### Resultats al Giro d'Itàlia
- 1933. 18è de la classificació general. Vencedor de 2 etapes
- 1934. 4t de la classificació general. Vencedor de 3 etapes
- 1935. 3r de la classificació general. Vencedor de 4 etapes
- 1936. 2n de la classificació general. Vencedor de 10 etapes
- 1937. Abandona. Vencedor d'una etapa